# ساینتولوژی

ال رون هابارد

ساینتولوژی (به انگلیسی: Scientology) مجموعه‌ای از تعالیم است که ران هابارد (یا ال رون هابارد) نویسنده داستان‌های علمی-تخیلی آن را توسعه بخشید.
ساینتولوژی این عقیده را تقویت می‌نماید که انسان‌ها ارواحی فناناپذیرند که اتصال با اصل خود را گم کرده‌اند. در این راستا انسان می‌بایست با هوشیاری کامل تمامی تجربه‌های تلخ زندگی خود را مرور کرده و به یاد آورد تا از آن‌ها گذر کرده به سرچشمهٔ حیاتی خود نزدیک‌تر گردد.
مستند Going Clear: Scientology ساخت شبکه اچ بی او درباره ران هابارد و تاریخچه این فرقه است.

## موافقان
ساینتولوژی در برخی کشورها به‌طور رسمی مذهب شمرده می‌شود. برخی از این کشورها بدین قرارند: آفریقای جنوبی، استرالیا، ایالات متحده آمریکا، هندوستان، مکزیک، نیوزیلند، پرتغال، سوئیس، تایوان، تانزانیا، ونزوئلا، زیمبابوه.
بک هانسن، دنی مسترسون، چیک کوریا، لیزا ماری پریسلی، کریستی آلی، کاترین بل، جان تراولتا، تام کروز، ویل اسمیت برخی از طرفداران مشهور این فرقه‌اند.
آلکس گیبنی در فیلم مستند «روشن‌سازی، ساینتولوژی و زندان عقاید»، به نازنین بنیادی بازیگر ایرانی‌تبار هالیوود اشاره می‌کند. بنیادی در سال ۲۰۰۵ از عضویت در کلیسای ساینتولوژی کناره گرفته است.

## آراء مخالف
بزرگ‌ترین مخالفان این آئین در ایالات متحده را مسیحیان معتقد و اعضا سابق کلیسای ساینتولوژی تشکیل می‌دهند که از میان آنان تری مگو که خود به رده OT VII رسیده بود تشکیل می‌دهند. بسیاری معتقدند این آیین با استناد به حرفهای خود ران هابارد که اعتقاد داشت چنانچه نویسنده‌ای می‌خواهد بیش از یک سنت برای هر خط نوشته درآمد داشته باشد باید دینی بیاورد، تنها برای درآمد زایی ایجاد شده‌است. کلیسای ساینتولوژی به شدت در برابر نوشته‌های مخالف خود واکنش نشان می‌دهد و با استفاده از قانون کپی رایت و ادعای اینکه مخالفان اسرار این دین را فاش کرده‌اند با به دادگاه کشاندن بسیاری از مخالفان آنها را خاموش کرده‌است. همچنین تعدادی قتل هم به طرفداران این دین نسبت داده می‌شود.

## دیگر کشورها

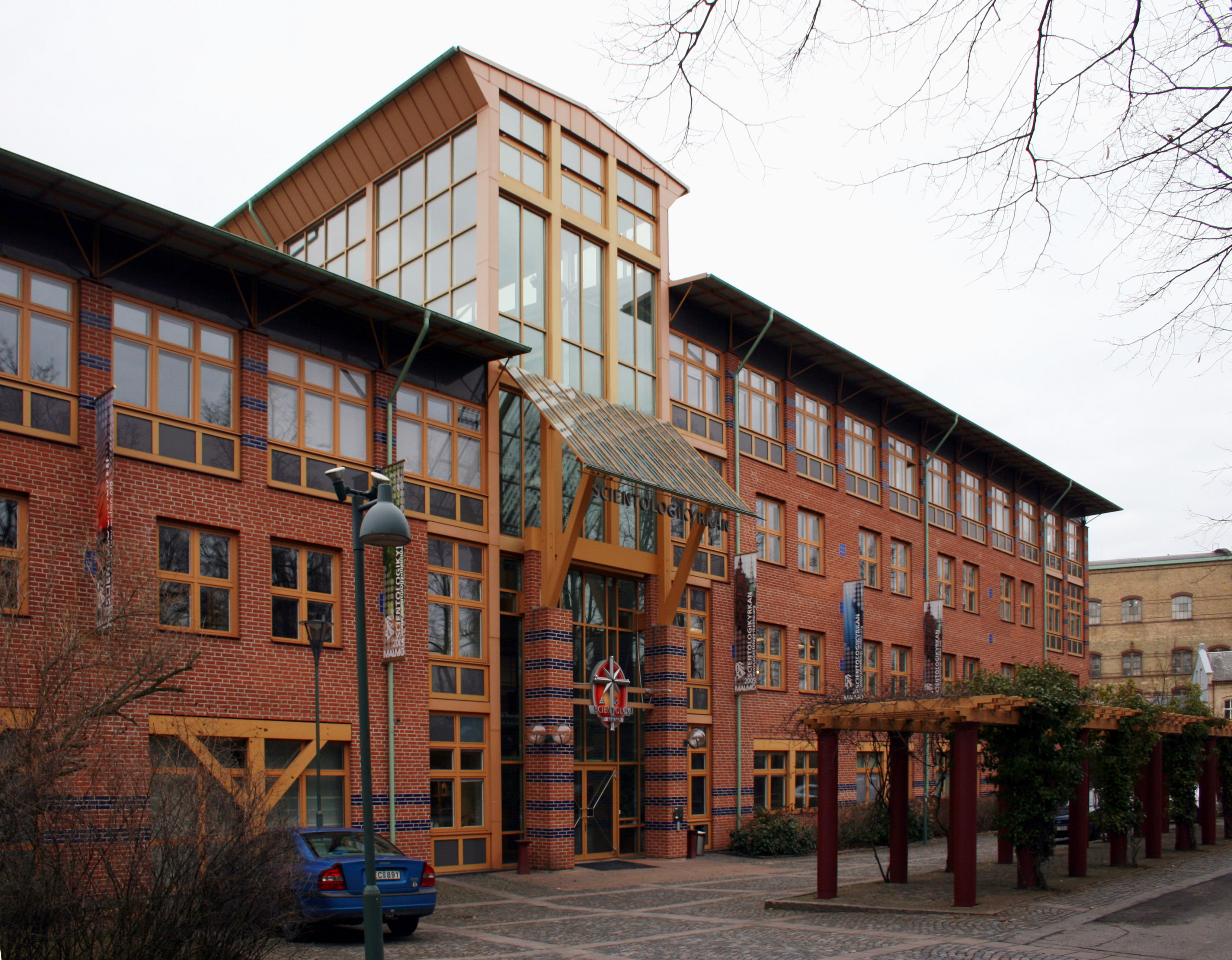
کلیسای ساینتولوژی در شهر مالمو در سوئد

در فرانسه ساینتولوژی فرقه به‌شمار می‌رود و مبلغان حق ندارند برای آن تبلیغ کنند و هر گونه فعالیت در این زمینه ممنوع بوده و شامل جریمه و مجازات زندان می‌شود. ساینتولوژی همچنین در آلمان و بلژیک فرقه محسوب می‌شود. در سوئیس به عنوان مذهب پذیرفته نشد و کارکرد آن را تجاری دانستند.
در ایران هیچ مرکز رسمی ساینتولوژی وجود ندارد.
مراحل این دین به OT معروفند و به ترتیب OT I و OT II و… نامیده می‌شوند.
در بخش موافقان و در کشور سوئیس بعنوان مذهب پذیرفته شده. در حالیکه در این بخش کارکرد آن را تجاری عنوان نموده‌اند. ممکن است در بسیاری دیگر از کشورها نیز وضعیت آن مشخص نباشد.